# Milivți, Camenița
Milivți (în ucraineană Мілівці) este un sat în comuna Slobidka-Rîhtivska din raionul Camenița, regiunea Hmelnîțkîi, Ucraina.

## Demografie
Componența lingvistică a localității Milivți
     Ucraineană (99,51%)
     Alte limbi (0,5%)
Conform recensământului din 2001, majoritatea populației localității Milivți era vorbitoare de ucraineană (99,51%), existând în minoritate și vorbitori de alte limbi.